# The Owl House
The Owl House é uma série de animação de suspense e fantasia estadunidense criada por Dana Terrace e produzida pela Disney Television Animation para o Disney Channel. A série estreou em 10 de janeiro de 2020.
No Brasil, a série estreou em 13 de abril de 2020, em Portugal em 11 de janeiro de 2021.
A segunda temporada estreou em 12 de junho de 2021. Já a terceira e última em 15 de outubro de 2022. O episódio final da série foi ao ar em 8 de abril de 2023.
A Casa Coruja tornou-se particularmente notável por sua representação LGBTQIA+ em comparação com outras mídias da Disney, incluindo se tornar a primeira propriedade da Disney a apresentar um casal do mesmo sexo em papéis principais, um beijo do mesmo sexo envolvendo personagens principais e personagens não binários . A série também ganhou um prêmio de Programação Infantil e Juvenil no Peabody Awards de 2021 .

## Sinopse
The Owl House é uma série de comédia e que acompanha Luz, uma adolescente humana auto-confiante que acidentalmente se depara com um portal para as ilhas escaldadas. Lá ela faz amizade com uma bruxa rebelde, Eda, e um guerreiro adoravelmente pequeno, King. Apesar de não ter habilidades mágicas, Luz persegue o seu sonho de se tornar uma bruxa, sendo aprendiz de Eda na Casa Coruja e, finalmente, encontra uma nova família num ambiente improvável.
Na segunda temporada, Luz tenta retornar ao Mundo Humano, Eda tenta enfrentar sua maldição e King busca a verdade sobre seu passado enquanto luta com o governante das Ilhas escaldad, o Imperador Belos, que está se preparando para o misterioso "Dia da União".
Nos especiais finais, Luz, Camila e seus amigos viajam para salvar as Ilhas Ferventes de Belos e do caótico Coletor. No meio disso, Luz se pergunta como irá seguir sua vida se conseguir superar todos os obstáculos impostos em sua vida.

## Produção

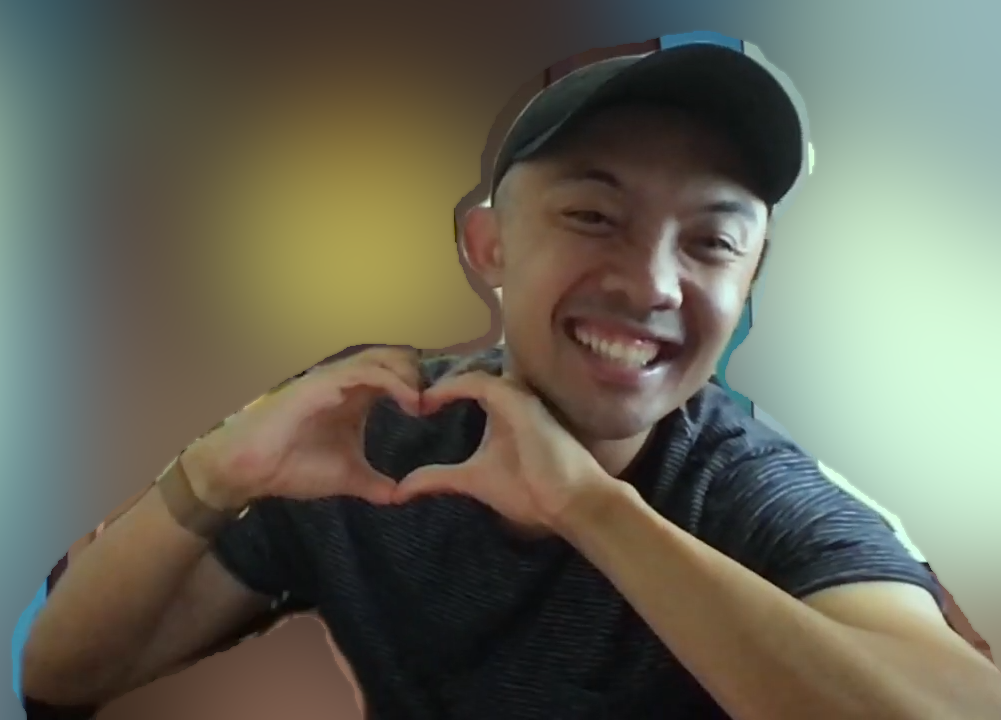
Ricky Cometa, diretor de arte da The Owl House, em um vídeo da aceitação do Peabody Awards de 2021

The Owl House foi criada por Dana Terrace, que anteriormente foi argumentista de Gravity Falls e mais recentemente diretora em DuckTales  em 2017. A série estava planeada para estrear em 2019, mas foi adiada para 2020. Terrace é a quarta mulher a criar uma série para a Disney Television Animation, depois de Ana Pimentinha com Sue Rose, Doutora Brinquedos com Chris Nee, e Star vs. as Forças do Mal com Daron Nefcy.
A série foi animada pela Rough Draft Korea, Sunmin Image Pictures, e a Sugarcube Animation.
Dana Terrace disse que o formato do desenho foi inspirado por pintores como Remedios Varo, John Bauer e Hieronymus Bosch, um arquiteto Russo.
A 10 de junho de 2019, o trailer estreou durante o Annecy 2019. No dia seguinte, o Disney Channel colocou o trailer no seu canal de YouTube. A abertura da série foi revelada durante a San Diego Comic-Con de 2019 a 19 de julho de 2019.
Em 17 de maio de 2021, a série foi renovada para a terceira temporada. Também foi divulgada a data de estreia da 2 temporada e a nova abertura da série. A 2 temporada está marcada para ser lançada em 12 de junho de 2021 nos Estados Unidos. No Brasil, a temporada deve estrear em 2022. Por meio de seu Twitter, Dana Terrace confirmou que a terceira temporada será a última da série.

### Background
Dana Terrace começou a conceber as primeiras ideias para uma série sobre uma garota aprendendo a ser uma bruxa no final de 2016. Enquanto trabalhava em Ducktales, Terrace não se sentia "realizada artisticamente ou emocionalmente", então ela começou a pesquisar influências e trabalhar de seus anos de faculdade, eventualmente redescobrindo as obras de artistas como Hieronymus Bosch e Remedios Varo, inspirando-a a criar um show para a Disney que apresenta fortes elementos visuais surreais. Dana inicialmente apresentou a ideia tanto para a Nickelodeon quanto para o Cartoon Network , mas nenhum dos dois negócios deu certo.

### Desenvolvimento
Dana disse que a tradição geral da série foi inspirada na arte e nos livros de histórias de Hieronymus Bosch. De acordo com ela, a decisão mais difícil ao criar a série foi implementar elementos de conhecimento potencial na série. Dana também afirmou que a tradição da série é "70 por cento inventada", com os escritores também se inspirando em livros sobre bruxaria para feitiços e nomes de personagens, para adicionar profundidade à sua tradição. A franquia Pokémon serviu como uma forte influência na série.
Eda foi a primeira personagem a ser criada para o programa. Dana disse que a personagem é inspirada "nas mulheres que me criaram. Minhas tias, minha Nana e minha mãe, estão todas na Dama Coruja". O segundo personagem criado foi King, que foi descrito por ela como "um carinha que quer ser grande", algo com o qual ela se identificou. Luz foi a última personagem principal criada e foi inspirada pela consultora e artista de histórias Luz Batista. Batista concordou em deixar Dana Terrace usar seu nome para o personagem principal da série com a condição de que ela fosse dominicano-americana, o que Terrace concordou. A personalidade do personagem foi inspirada em "histórias uns dos outros sobre como éramos idiotas no colégio", bem como em partes da infância de Terrace. Alex Hirsch, parceiro de Terrace e criador da série de TV Gravity Falls , na qual Terrace atuou como artista de storyboard e revisionista, atua como consultor criativo da série.

## Episódios
| Resumo | Resumo | Episódios | Episódios | Originalmente exibido | Originalmente exibido | Transmissão lusófona    | Transmissão lusófona   | Transmissão lusófona    | Transmissão lusófona    |
| Resumo | Resumo | Episódios | Episódios | Estreia da temporada  | Final da temporada    | Estreia da temporada () | Final da temporada ()  | Estreia da temporada () | Final da temporada ()   |
| ------ | ------ | --------- | --------- | --------------------- | --------------------- | ----------------------- | ---------------------- | ----------------------- | ----------------------- |
|        | 1      | 19        | 19        | 10 de janeiro de 2020 | 29 de agosto de 2020  | 11 de janeiro de 2021   | 15 de dezembro de 2021 | 13 de abril de 2020     | 26 de fevereiro de 2021 |
|        | 2      | 21        | 21        | 12 de junho de 2021   | 28 de maio de 2022    | 24 de janeiro de 2022   | 24 de agosto de 2022   | 5 de setembro de 2021   | 9 de setembro de 2022   |
|        | 3      | 3         | 3         | 15 de outubro de 2022 | 8 de abril de 2023    | 24 de junho de 2023     | 24 de junho de 2023    | 22 de novembro de 2023  | 22 de novembro de 2023  |

## Personagens principais
- Luz Noceda - é uma garota afro-dominicana-americana de 14 anos de Gravesfield, Connecticut que acaba nas Ilhas Ferventes, e se torna aprendiz de Eda e uma nova estudante de intercâmbio na Hexside. Ela muitas vezes se sente como se não se encaixasse. Luz ama todas as coisas de fantasia e mágica, querendo se tornar uma bruxa. Sua voz original é feita por Sarah-Nicole Robles. No Brasil é feita por Rebeca Zadra.
- Eda Clawthorne - Também conhecida como "A Mulher Coruja", tem 40 e poucos anos, autoproclamada bruxa mais poderosa das Ilhas Ferventes, e mentora de Luz. Uma recompensa foi oferecida por sua captura, devido à sua ficha criminal que inclui ofensas, vender itens humanos, não ingressar em um coven e roubo. Sua voz original é feita por Wendie Malick. No Brasil é feita por Adriana Pissardini.
- King - É uma pequena criatura de 8 anos com uma cabeça de caveira e colega de quarto de Eda que é o autoproclamado "Rei dos Demônios". Embora não se saiba se ele realmente é o Rei dos Demônios, ele certamente mantém uma atitude excessivamente confiante e dominadora que implica que ele já teve alguma grandeza. Sua voz original é feita por Alex Hirsch. No Brasil é feito por Yuri Chessman.
- Hooty/Corujito - É o espirituoso demônio da casa da coruja. Com o tema de uma coruja de celeiro (com pernas gigantes com as quais ele pode andar quando recebe o poder), ele usa a aldrava com cabeça de coruja para interagir com o mundo ao seu redor, esticando sua pescoço para comprimentos supostamente infinitos. Sua voz original é feita também por Alex Hirsch. No Brasil é feito por Felipe Zilse.
- Willow Park - é uma estudante da Hexside de 14 anos e amiga de Luz e Gus. Ela é habilidosa com magia de plantas. Originalmente, Willow foi colocada no Coven de Abominação devido aos desejos de seus pais. Ela foi péssima em se apresentar neste coven, o que causou muito bullying de seus colegas de classe, especialmente Amity Blight, que a humilhava constantemente. Sua voz original é feita por Tati Gabrielle. No Brasil é feita por Agatha Paulita. Foi discutido com a criadora do desenho, que Willow pudesse ser pansexual, e a mesma deixou a resposta ambígua.
- Gus Porter - É um estudante da Hexside de 12 anos e amigo de Luz e Willow. Ele é habilidoso em magia de ilusão, o que o fez pular algumas séries escolares. Ele tem uma obsessão pela cultura humana e ficou maravilhado quando conheceu Luz. Completamente alheio às normas humanas comuns, como high five e até apelidos, ele rapidamente passou a ser chamado de Gus depois que Luz lhe disse que conhecia alguém com um nome semelhante. Sua voz original é feita por Issac Ryan Brown. No Brasil é feito por João Vitor Mafra.
- Amity Blight - é uma estudante de alto nível da Hexside e uma especialista em abominação, que também trabalha meio período na Biblioteca de Bonesborough. De primeira vista, Amity parece ser uma pessoa esnobe, arrogante, hipócrita, egoísta e de coração frio que intimida, humilha e despreza aqueles que ela sente que são inferiores a ela, como sua ex-amiga Willow. Porém, ela finalmente é colocada em seu lugar quando Luz chega e sua presença involuntariamente a faz perder a calma na frente de seu professor e do diretor Bump e perde seu título de melhor estudante quando ela quase mata Luz, ferindo efetivamente seu orgulho. Sua voz original é feita por Mae Whitman. Já no Brasil é feita por Flora Paulita.
- Lilith Clawthorne - É a irmã mais velha de Eda e, inicialmente, líder do Coven do Imperador. Lilith e Eda têm um relacionamento tenso, com a primeira insistindo em ir com ela para ver o imperador Belos. Ao longo do tempo, as duas acabam se reconectando. Sua voz original é feita por Cissy Jones. Já no Brasil é feita por Mabel Cezar.
- Hunter - Era um adolescente mascarado arrogante de 16 anos e difícil de conviver que era o atual Guarda Dourado, sobrinho e braço direito do Imperador Belos. Porém, ao longo do tempo ele foi se tornando menos rígido graças ao seu apego à seu novo palismã, começando à viver novas experiências como um adolescente normal, como se divertir jogando com seus novos amigos e se interessando romanticamente por Willow. Sua voz original é feita por Zeno Robinson. No Brasil é feito por Vagner Fagundes. Foi confirmado em uma live da criadora, que Hunter é Bisexual, porém não foi mostrado na série por falta de oportunidades.
- Camila Noceda - é a mãe viúva de Luz que a mandou para um acampamento de verão para conter sua hiperatividade, mas sem saber que sua filha estava nas Ilhas Ferventes. Mais tarde, adota Vee e cuida dela enquanto Luz está presa em outra dimensão, tendo muita saudade de sua filha. Sua voz original é feita por Elizabeth Grullon. No Brasil é feita por Júlia Ribas.
- Vee - Um membro da raça basilisco que Belos ressuscitou para pesquisar sua capacidade de absorver magia, o que os permite mudar de forma. Vee escapou do cativeiro e se esgueirou para o mundo humano enquanto testemunhava a chegada de Luz às Ilhas Ferventes, assumindo a aparência e a identidade de Luz. Mais tarde passa a morar com Camila. Sua voz original é feita por Michaela Dietz. No Brasil é feita por Carol Sodré. Ela também é uma analogia á pessoas Não-binárias e/ou pessoas do espectro Aromântico ou Asexual , mas nada foi confirmado então se identifica quem ressoar com a analogia.
- Raine Whispers - Elu é recém-instalado Bruxo Chefe do Bard Coven, e ex-parceire de Edalyn Clawthorne. Mais tarde, eles fundaram um pequeno grupo rebelde conhecido como Bards Against the Throne, com a intenção de libertar bruxos selvagens que não querem ser forçadas a se juntar a um coven. Sua voz original é feita por Avi Roque. No Brasil é feita por Marcelo Campos.
- Imperador Belos -  é um misterioso e sinistro homem mascarado que é o governante das Ilhas Ferventes e o mais poderoso usuário de magia vivo, a quem o Coven do Imperador serve pessoalmente. Mais tarde, é revelado que ele é Philip Wittebane, um caçador de bruxas humano que veio para as Ilhas Ferventes séculos atrás ao lado de seu irmão Caleb, com a intenção de destruir todas as bruxas. Sua voz original é feita por Matthew Rhys. No Brasil é feito por Wellington Lima.
- O Colecionador - é um ser infantil de imenso poder que é o último de uma raça de seres conhecidos como Coletores, que abusou de seus poderes para preservar mundos enquanto eliminava espécimes problemáticas. Ele é insensível e destrutivo, mas teme profundamente a solidão e parece desprezar genuinamente a natureza genocida de sua raça. O Coletor foi selado pelo pai de King dentro de uma esfera colocada no Mundo Intermediário que separa os Reinos Humano e Demoníaco, sendo responsável por prender a Besta Coruja dentro do pergaminho da maldição que Lilith comprou e estabelecer um culto de caça Titã como o Grande Caçador. Sua voz original é feita por Fryda Wolff. No Brasil é feito por Thiago Longo.

## Representatividade LGBTQ+

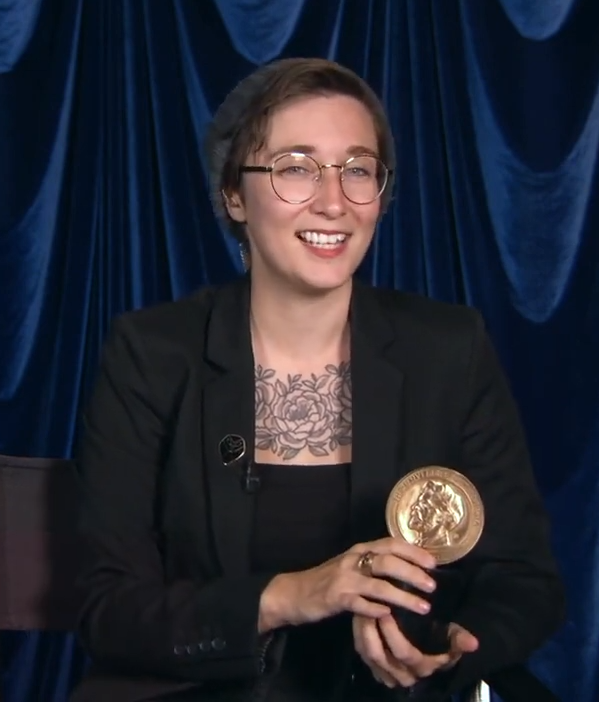
Dana Terrace, criadora do desenho.

A Casa da Coruja foi elogiada por apresentar vários personagens LGBTQ+, em especial o romance entre as personagens Luz Noceda e Amity Blight. A criadora da série, Dana Terrace, sugeriu pela primeira vez um romance entre as duas em 7 de julho de 2020, ao responder a um fã que postou uma captura de tela do episódio "Enchanting Grom Fright" no Twitter, que mostrava Amity colocando as mãos em nos ombros de Luz e olhando em seus olhos. Alegando que "não há explicação heterossexual" para a ação de Amity, Terrace respondeu: "realmente não há". Em 8 de agosto de 2020, o episódio, escrito por Molly Ostertag, foi ao ar, e apresentava uma cena em que Luz e Amity dançam juntas enquanto lançam feitiços para derrotar "Grom", um demônio que se manifesta como seus medos mais profundos. O supervisor de animação do show, Spencer Wan, referiu-se à dança íntima deles como "a coisa gay" e a primeira vez que ele conseguiu "fazer qualquer coisa remotamente estranha".
Dana já confirmou que Luz é bissexual, coisa que é demonstrada em alguns episódios onde a personagem interage com pessoas de mais de um gênero e fica corada em alguma conversa.

## Recepção

### Crítica
The Owl House recebeu ampla aclamação da crítica. Emily Ashby, da Common Sense Media, avaliou o programa com 5 de 5 estrelas e disse que juntar diferentes elementos tornou a série peculiar e agradável. Também foi descrito como bem escrito e animado, e especulou-se que "[o programa] provavelmente será aquele que você desejará assistir ao lado de seus filhos mais velhos e pré-adolescentes, permitindo que você discuta esses tipos de temas conforme eles surgem." O crítico do LaughingPlace.com elogiou a série por seus visuais únicos e dublagem, afirmando que "As performances se encaixam lindamente, pois a diversidade em sua entrega mostra os papéis únicos dos personagens no Demon Realm." Colisor ' s Dave Trumbore deu ao primeiro episódio da série uma classificação de 4 estrelas, sentindo que o episódio "[tem] um lado sombrio, mas sombriamente cômico para a coisa toda." A rede de televisão religiosa cristã evangélica conservadora Christian Broadcasting Network atacou o programa, declarando que fazia parte de uma "agenda de bruxa para fazer a bruxaria parecer positiva", uma avaliação que um escritor do The Mary Sue chamou de "hiperbólica" e afirmou que uma "bruxa latina rebelde" é, para quem gosta da CBN, "provavelmente a coisa mais assustadora", enquanto afirma que o programa parece "muito divertido".
Kevin Johnson, do The AV Club, criticou a série, afirmando que eles não estavam "comprando os empreendimentos entre Amity e Luz", mas elogiou o personagem de Eda. Ben Bertoli escreveu que Terrace e aqueles que trabalharam no trabalho fizeram um ótimo trabalho criando um mundo de fantasia e personagens relacionáveis, e previu um "grande fandom de animação". Nick Venable escreveu que os fãs de Gravity Falls e Steven Universe adorariam a série porque o "outro mundo da Boiling Isle [s] imediatamente se afirma" enquanto o show faz "os relacionamentos parecerem genuínos e táteis", seguindo no passos desses shows. Ao mesmo tempo, Colin Hickson da A Comic Book Resources elogiou a série, observando que a abertura da série daria a "qualquer fã de Gravity Falls uma grande sensação de déjà vu". Jade King, do TheGamer , descreveu o show como uma "aventura queer inovadora" que quebrou os limites da representação LGBTQ+, observando como ela se desenvolve em She-Ra e as Princesas do Poder e Steven Universo. King também disse que o programa pode garantir que "o conteúdo queer não seja apenas uma nota de rodapé da história geral", mas enraizado no próprio programa. Em outra crítica, King comparou a série com Amphibia, de Matt Braly, outra série animada do Disney Channel, observando sua premissa e personagens semelhantes, chamando-os de "almas gêmeas". Amy Mars da CBR notou que séries como Amphibia , Avatar: The Last Airbender, My Little Pony: Friendship Is Magic, She-Ra e as Princesas do Poder, Teen Titans, Hilda, Star vs. the Forces of Evil, Castlevania e Gravity Falls tinham algumas semelhanças com The Owl House. A primeira e segunda temporadas mantem uma classificação de 100% no Rotten Tomatoes.

### Prêmios e Indicações
| Ano  | Prêmio                  | Categoria                                                        | Indicação                                      | Resultado | Ref.   |
| ---- | ----------------------- | ---------------------------------------------------------------- | ---------------------------------------------- | --------- | ------ |
| 2020 | Autostraddle TV Awards  | Melhor Série Animada                                             | The Owl House                                  | Indicado  | [ 42 ] |
| 2021 | GLAAD Media Awards      | Melhor Programação Infantil e Familiar                           | The Owl House                                  | Indicado  |        |
| 2021 | Prêmios Annie           | Melhor Design de Personagem                                      | Marina Gardner (para "Young Blood, Old Souls") | Indicada  | [ 43 ] |
| 2021 | Prêmio Peabody          | Programa Infantil e Juvenil                                      | The Owl House (compartilhado com Stillwater)   | Venceu    | [ 44 ] |
| 2021 | Prêmios Emmy do Daytime | Título principal proeminente para um programa de animação diurno | The Owl House                                  | Indicado  |        |
| 2021 | Imagen Awards           | Melhor Voz Original - Televisão                                  | Sarah-Nicole Robles (por Luz Noceda)           | Indicada  | [ 45 ] |
| 2021 | Autostraddle TV Awards  | Melhor Série Animada                                             | The Owl House                                  | Indicado  | [ 46 ] |
| 2022 | GLAAD Media Awards      | Melhor Programa Infantil e Familiar                              | The Owl House                                  | Indicado  | [ 47 ] |
| 2022 | BMI Awards              | BMI Cable Television Awards                                      | TJ Hill                                        | Venceu    | [ 48 ] |
| 2022 | Autostraddle TV Awards  | Melhor Diretor / Escritor / Showrunner LGBTQ+                    | Dana Terrace                                   | Indicada  | [ 49 ] |
| 2022 | Autostraddle TV Awards  | Melhor Série Animada                                             | The Owl House                                  | Venceu    | [ 49 ] |
| 2022 | Imagen Awards           | Melhor Voz Original - Televisão                                  | Sarah-Nicole Robles (por Luz Noceda)           | Indicada  | [ 50 ] |
| 2022 | Imagen Awards           | Melhor Programa Juvenil                                          | The Owl House                                  | Indicado  | [ 50 ] |
| 2023 | Prêmios Annie           | Melhor Episódio de TV/Mídia – Crianças                           | "King's Tide"                                  | Indicado  | [ 51 ] |
| 2023 | GLAAD Media Awards      | Melhor Programa Infantil e Familiar - Animação                   | The Owl House                                  | Pendente  | [ 52 ] |